# Adriano de Souza
Adriano de Souza es un surfista profesional nacido el 13 de febrero de 1987 en Guarujá, São Paulo, Brasil. Es conocido en el mundo del surf como Mineirinho.

## Carrera profesional

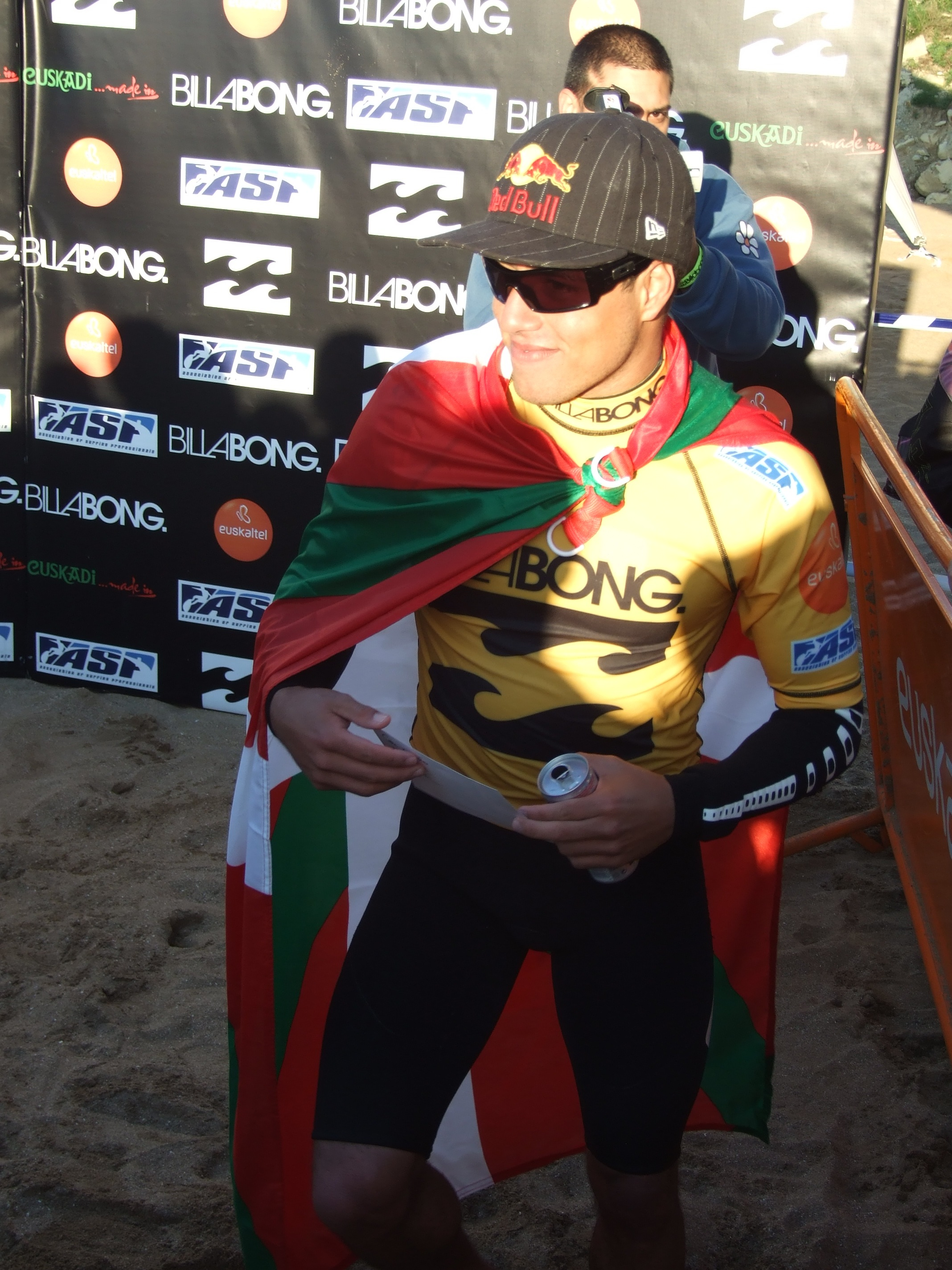
Adriano da Souza tras ganar en el País Vasco una prueba del ASP World Tour el 13 de octubre de 2009.

Adriano de Souza comenzó a surfear con 8 años. En 2003 se proclamó campeón del mundo del Billabong Junior World Championships. En 2002 debutó en las WQS y en 2005 ganó el título mundial, imponiéndose a surfistas como Shaun Cansdell y Tim Reyes, hoy en día también presentes en el ASP World Tour. En 2006 debuta en el WCT absoluto.
Actualmente es el segundo surfista más joven de todo el circuito, solo superado por el francés Jeremy Flores, y la esperanza del surf brasileño.

## Victorias
Victorias fuera del Foster's ASP World Tour:
- 2003

- Billabong Junior World Championships
- 2005

- Campeón del mundo ASP WQS
- 2009

- Campeón del Billabong Pro Mundaka - Euskal Herria